# Чекање је мучно
Чекање је мучно је први албум српског репера Блоковског. Објављен је на компакт-диск формату, 11. августа 2005. године за независну хипхоп издавачку кућу Царски рез, која је тада носила име Kajblo Rekordz, а овај албум био је уједно њено прво издање.
На албуму се нашло 25 песама, а на њему су гостовали Министар Лингвиста, Траг, Мјан, Експерт, Edadikk, Кранг, Валар, T-Blazer & Effective, Барон и колеге из групе Архитекти. Највећу пажњу публике привукла је песма Социофобија, снимљена у сарадњи са хрватским ем-сијем Валаром.

## Песме
| Бр. | Назив песме                           | Гости              | Трајање |
| --- | ------------------------------------- | ------------------ | ------- |
| 1.  | Пусти ме да живим                     |                    | 02:15   |
| 2.  | Мртав град                            | Траг               | 03:26   |
| 3.  | Треклист                              |                    | 00:47   |
| 4.  | Ракија за све                         |                    | 03:46   |
| 5.  | Жиголо                                | Министар Лингвиста | 02:03   |
| 6.  | Старе речи, млади дани 1 (Botzko ремикс)    |                    | 00:52   |
| 7.  | Једна љубав, једно поштовање          | Мјан               | 03:38   |
| 8.  | Бекстејџ                              | Барон              | 05:16   |
| 9.  | Мртав човек хода                      |                    | 03:28   |
| 10. | Самоубиство                           |                    | 04:41   |
| 11. | Подземне воде                         |                    | 03:40   |
| 12. | Веруј                                 |                    | 00:48   |
| 13. | Ајде зини                             | Мјан               | 02:33   |
| 14. | Микрофон и ја (диџеј Премијер ремикс) |                    | 01:33   |
| 15. | Задња реч (глуп реп)                  |                    | 01:58   |
| 16. |                                       |                    | 02:54   |
| 17. | Социофобија                           | Валар              | 04:54   |
| 18. | Улични песник                         | Растамон           | 02:46   |
| 19. | Старе речи, млади дани 2 (KRS-One ремикс)    |                    | 01:28   |
| 20. | Овај пут сам сам (ремикс)             | Ричи и Кранг       | 04:11   |
| 21. | Вртим сат уназад                      | Менгеле            | 03:05   |
| 22. | Латино                                |                    | 01:59   |
| 23. | Још једну ноћ                         |                    | 04:08   |
| 24. | Боем                                  |                    | 02:21   |
| 25. | Једна љубав, једно поштовање (ремикс) | Мјан               | 04:04   |